# Aeroportul Tacuarembó
Aeroportul Tacuarembó (IATA: TAW, ICAO: SUTB) este un aeroport din Uruguay ce deservește zona Tacuarembó⁠(d). A fost numit după zona deservită.
Situat la o altitudine de 134 m, aeroportul dispune de o singură pistă.